# Perizoma curvilinea
Perizoma curvilinea är en fjärilsart som beskrevs av George Duryea Hulst 1896. Perizoma curvilinea ingår i släktet Perizoma och familjen mätare. Inga underarter finns listade i Catalogue of Life.